# Бізнес-магнат
Бізнес-магнат, також відомий як промисловець або магнат, — це особа, яка досягла величезного багатства завдяки створенню або володінню кількома лініями підприємств. Термін характерно стосується потужного підприємця та інвестора, який контролює, через особисте володіння підприємством або домінуючу позицію в акціонері, фірму чи галузь, чиї товари чи послуги широко споживаються. Протягом історії такі особи були відомі під різними термінами, як-от барони-розбійники, промислові капітани, магнати, олігархи, плутократи чи тай-пани.

## Інтернет-ресурси
- Lewis, Mark (13 грудня 2001). The Famous 15: America's Most Fascinating Tycoons. Forbes.
- 25 Tycoons Who Run the World. Business Pundit. 6 жовтня 2010.
- Finlayson juhlii klassikkokuosien merkeissä. MTV3.fi - Koti (Finnish) . Bonnier AB. 18 січня 2010. Архів оригіналу за 23 січня 2010.